# Spartiaten

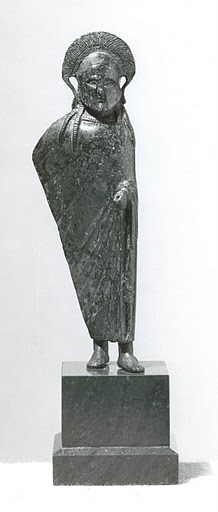
Bronzen figuur van een Spartaan officier (6e-5e eeuw v.Chr.) (Wadsworth Atheneum).

De spartiaten (Oudgrieks: Σπαρτιάται, Spartiátai), ook wel Homoioi (Oudgrieks: Ὅμοιοι, Hómoioi) genoemd, waren de enige burgers in de oud-Griekse polis Sparta met volledig burgerrecht.
De Dorische bevolking die tijdens de invasie rond 1200 v.Chr. Laconië bezette en onderwierp, vormde, volgens de wetgeving van Lycurgus, de eigenlijk heersende burgerij, in tegenstelling tot de oorspronkelijk eigendom bezittende maar onderworpen bevolking, de perioiken (περίοικοι, períoikoi), en de lijfeigenen, de Heloten (Εἵλωτες, Heílōtes).
Enkel de spartiaten genoten politieke rechten, maar er waren een paar voorwaarden waaraan iemand moest voldoen om spartiaat te worden:
- Je ouders waren zelf Spartanen.
- Je moest een Spartaanse opvoeding gekregen hebben.
- Je moest in het bezit zijn van een stuk grond (κλήρος, klēros), dat niet mocht verdeeld of verkocht worden. Het was uitsluitend erfelijk van vader op oudste zoon. De jongere zonen werden hypomeiones.
- Je behoorde tot een eedgenootschap van Homoioi, die elke middag sobere maaltijden hadden (syssitia).

De ten gevolge van de verordeningen van Lycurgus herstelde gelijkheid van grondbezit, was de grondslag van de gelijke staatsrechtelijke bevoegdheid, die ieder voor zich verkreeg door de Spartaanse opvoeding, de levenswijze, de gemeenschappelijke maaltijden (syssitia) en andere instellingen, die tot doel hadden om ieders individuele bevoegdheid in de grote gemeenschap van de staat te doen oplossen.
De vermindering van het aantal burgers door oorlogen en de door de wet van Epitadeus (na de Peloponnesische Oorlog; nauwkeurig is deze in de tijd niet te bepalen) toegestane vrije beschikking over het grondbezit door schenking bij zijn leven of na zijn dood, bracht ongelijkheid van bezit teweeg, welke de oude staatsinrichting ondermijnde. Want terwijl door de ongelijkheid van de bezittingen de armen niet meer in staat waren in alle opzichten aan de oude opvoeding en de gemeenschappelijke levenswijze deel te nemen, was het een natuurlijk en rechtmatig gevolg, dat zij ook in hun staatsrechtelijke bevoegdheid beneden de meer vermogenden geraakten. Deze laatsten behielden nu uitsluitend de naam van gelijken (ὁμοιοι, homoioi). De mindervermogende werden geringeren (ὑπομείονες, hypomeíones) genoemd.
De homoíoi vormden nu de “kleine ekklèsia” (, mikrá ekklēsía), (zie ook: apella (Sparta)) en uit hen werden de geronten gekozen, terwijl de hypomeíones slechts tot eforen konden worden benoemd.
Een derde klasse van burgers waren de helotenkinderen (μόθακες, móthakes of μόθωνες, móthōnes), meestal met Spartaanse vaders, die door de Spartaanse opvoeding tot verkrijging van het burgerrecht bevoegd, meermaals onder het getal van de burgers werden opgenomen (zoals onder andere Lysander en Callicratidas).